# Tractor gravitatorio
Un tractor gravitatorio es una nave espacial teórica que desviaría otro objeto en el espacio, normalmente un asteroide potencialmente peligroso que podría impactar contra la Tierra, sin entrar en contacto físico con él, utilizando únicamente su campo gravitatorio para transmitir el impulso necesario. La fuerza gravitatoria de un vehículo espacial cercano, aunque pequeña, es capaz de alterar la trayectoria de un asteroide mucho más grande si el vehículo pasa suficiente tiempo cerca de él; todo lo que se requiere es que el vehículo se impulse en una dirección consistente con respecto a la trayectoria del asteroide, y que ni el vehículo ni su masa de reacción expulsada entren en contacto directo con el asteroide. La nave tractora podría permanecer cerca del objeto a desviar, o bien orbitarlo, dirigiendo su escape perpendicularmente al plano de la órbita. El concepto tiene dos ventajas fundamentales: por un lado, que no es necesario conocer de antemano la composición mecánica y la estructura del asteroide; por otro, que las cantidades relativamente pequeñas de fuerza utilizadas permiten una manipulación y determinación extremadamente precisas de la órbita del asteroide alrededor del sol. Mientras que otros métodos de desviación requerirían la determinación del centro de masa exacto del asteroide, y podría ser necesario un esfuerzo considerable para detener su giro o rotación, al utilizar el método del tractor estas consideraciones son irrelevantes.

## Ventajas
Surgen varias consideraciones con respecto a los medios para evitar una colisión devastadora con un objeto asteroidal, en caso de que se descubra uno en una trayectoria que se determine que conducirá a un impacto con la Tierra en una fecha futura. Uno de los principales desafíos es cómo transmitir el impulso requerido (posiblemente bastante grande) a un asteroide de masa, composición y fuerza mecánica desconocidas, sin romperlo en fragmentos, algunos de los cuales podrían ser peligrosos para la Tierra si se dejan en un órbita de colisión. El tractor de gravedad resuelve este problema acelerando suavemente el objeto como un todo durante un período prolongado de tiempo, utilizando la propia masa de la nave espacial y el campo gravitatorio asociado para efectuar la fuerza de desviación necesaria. Debido a la universalidad de la gravitación, que afecta a toda la masa por igual, el asteroide sería acelerado casi uniformemente como un todo, y solo las fuerzas de marea (que deberían ser extremadamente pequeñas) causarían tensiones en su estructura interna.
Otra ventaja es que un transpondedor en la nave espacial, al monitorizar continuamente la posición y la velocidad del sistema tractor/asteroide, podría permitir conocer con precisión la trayectoria posterior a la deflexión del asteroide, garantizando su colocación final en una órbita segura.

## Limitaciones
Las limitaciones del concepto de tractor incluyen la configuración del escape. Con el diseño más eficiente de la suspensión (es decir, apuntando el tubo de escape directamente hacia el objeto de destino para obtener la máxima fuerza por unidad de combustible), la masa de reacción expulsada golpea el objetivo de frente, impartiendo una fuerza en la dirección exactamente opuesta a la atracción gravitacional del tractor. Por lo tanto, sería necesario utilizar el esquema del tractor en órbita que se describe a continuación, o bien diseñar el tractor en suspensión de manera que su escape se dirija en un ligero ángulo lejos del objeto, aunque apuntando lo suficientemente "hacia abajo" como para mantener una suspensión estable. Esto requiere un mayor empuje y, en consecuencia, un mayor consumo de combustible por cada metro por segundo de cambio en la velocidad del objetivo.
Se han planteado cuestiones sobre el efecto del empuje de la propulsión iónica en el polvo de los asteroides, lo que sugiere que puede ser necesario considerar medios alternativos para controlar la posición de mantenimiento de la estación del tractor gravitatorio. A este respecto, se han sugerido las velas solares.
Según Rusty Schweickart, el método del tractor gravitacional también es controvertido porque durante el proceso de cambio de trayectoria de un asteroide el punto de la Tierra donde podría chocar con mayor probabilidad se desplazaría lentamente por diferentes países. Esto significa que la amenaza para todo el planeta se minimizaría a costa de la seguridad de algunos estados concretos. En opinión de Schweickart, elegir la forma de "arrastrar" el asteroide sería una dura decisión diplomática.

## Ejemplo
Para hacernos una idea de la magnitud de estos problemas, supongamos que un objeto cercano a la Tierra de un tamaño de unos 100 m y una masa de un millón de toneladas métricas amenazara con impactar contra la Tierra. Supongamos también que
- que una corrección de la velocidad de 1 centímetro por segundo sería suficiente para situarlo en una órbita segura y estable, sin llegar a la Tierra

- que la corrección debía aplicarse en un plazo de 10 años.

Con estos parámetros, el impulso necesario sería V × M  = 0.01 m/s × 109 kg = 107 N-s, por lo que la fuerza tractora media sobre el asteroide durante 10 años (que son 3,156×108 segundos), tendría que ser de unos 0,032 newtons. Una nave espacial iónico-eléctrica con un impulso específico de 10.000 N-s por kg, que corresponde a una velocidad del haz de iones de 10 kilómetros por segundo (unas 20 veces la obtenida con los mejores cohetes químicos), necesitaría 1.000 kg de masa de reacción (actualmente se favorece el xenón) para proporcionar el impulso. La potencia cinética del haz de iones sería entonces de aproximadamente 158 vatios; la potencia eléctrica de entrada al convertidor de potencia y al propulsor de iones sería, por supuesto, sustancialmente mayor. La nave espacial tendría que tener suficiente masa y permanecer lo suficientemente cerca del asteroide como para que la componente de la fuerza gravitatoria media sobre el asteroide en la dirección deseada fuera igual o superior a los 0,032 newtons necesarios. Suponiendo que la nave espacial se sitúe sobre el asteroide a una distancia de 200 m de su centro de masa, eso requeriría que tuviera una masa de unas 20 toneladas métricas, porque debido a la fuerza gravitatoria tenemos
{\displaystyle m_{2}={\frac {Fr^{2}}{Gm_{1}}}={\frac {0.032\ N\times (200\ m)^{2}}{6.674\times 10^{-11}\ N\!\cdot \!m^{2}\!\cdot \!kg^{-2}\times 10^{9}\ kg}}\approx 19200\ kg}

Considerando las posibles posiciones u órbitas del tractor alrededor del asteroide, obsérvese que si dos objetos están ligados gravitatoriamente en una órbita mutua, entonces si uno recibe un impulso arbitrario que es menor que el necesario para liberarlo de la órbita alrededor del otro, debido a las fuerzas gravitatorias entre ellos, el impulso alterará el momento de ambos, considerados conjuntamente como un sistema compuesto. Es decir, mientras el tractor permanezca en una órbita ligada, cualquier fuerza de propulsión que se le aplique será efectivamente transferida al asteroide que orbita. Esto permite una gran variedad de órbitas o estrategias de vuelo estacionario para el tractor. Una posibilidad obvia es que la nave espacial orbite el NEO con la normal de la órbita en la dirección de la fuerza deseada. El haz de iones se dirigiría entonces en la dirección opuesta, también perpendicular al plano de la órbita. El resultado sería que el plano de la órbita se alejaría un poco del centro del asteroide, "remolcándolo", mientras que la velocidad orbital, normal al empuje, permanece constante. El periodo orbital sería de unas pocas horas, esencialmente independiente del tamaño, pero débilmente dependiente de la densidad del cuerpo objetivo.